# Hieronymus Schlossnikel
Hieronymus Schlossnikel, též Jeroným Schlossnikel (21. října 1868 Nový Jičín – 29. ledna 1942 [uváděno též 1941] Šternberk), byl československý dělnický aktivista a politik německé národnosti, krátce i senátor Národního shromáždění ČSR za Německou sociálně demokratickou stranu dělnickou v ČSR; starosta Šternberka.

## Biografie
Vyučil se kloboučníkem. Politicky aktivní byl již za Rakouska-Uherska. Od mládí se politicky angažoval v sociální demokracii a s ní spojených odborových organizacích. Byl jedním z průkopníků odborového hnutí na Moravě a ve Slezsku. V roce 1900 přesídlil do Šternberku, kde byl předákem odborů dělníků tabákového průmyslu a železničních zaměstnanců. Od roku 1904 zasedal v kontrolní komisi rakouské sociální demokracie v olomouckém kraji. Od roku 1900 byl stranickým důvěrníkem pro tento kraj.
Ve volbách do Říšské rady roku 1907 se stal jako člen Sociálně demokratické strany Rakouska poslancem Říšské rady (celostátní parlament), kam byl zvolen za německý okrsek Morava 15. Usedl do poslanecké frakce Klub německých sociálních demokratů. Ve vídeňském parlamentu setrval do konce funkčního období sněmovny, tedy do roku 1911.
V roce 1918 zasedal ve sněmu provincie Sudetenland, která vznikla v rámci práva na sebeurčení na severu Moravy a ve Slezsku a kterou místní německojazyčné obyvatelstvo hodlalo neúspěšně připojit k Německému Rakousku.
V letech 1919–1930 byl členem předsednictva Německé sociálně demokratické strany dělnické v ČSR. V letech 1919–1923 byl zároveň starostou Šternberka. V tomto městě vydával v letech 1912–1921 list Nordmährische Volkstribüne. V roce 1934 organizoval pomoc pro členy sociálně demokratických milic Schutzbund z Rakouska.
V parlamentních volbách v roce 1929 kandidoval na senátora československého Národního shromáždění. Mandát ale nabyl až dodatečně v roce 1935 jako náhradník poté, co zemřel senátor Hans Jokl. V senátu setrval jen krátce do parlamentních voleb v roce 1935. Profesí byl tajemníkem ve výslužbě z Šternberku.